# Duńskie Indie Zachodnie
Duńskie Indie Zachodnie (duń. Dansk Vestindien lub DVI) to była kolonia duńska na obszarze współczesnych Wysp Dziewiczych Stanów Zjednoczonych (duń. Jomfruøerne).
W roku 1672, Duńska Kompania Zachodnioindyjska założyła faktorię na wyspie Saint Thomas, a później w roku 1683 na wyspie Saint John (do roku 1718 nieuznawana przez Brytyjczyków). W roku 1733 kompania kupiła od Francuskiej Kompanii Zachodnioindyjskej wyspę Saint Croix.
W roku 1754 wyspy zostały sprzedane królowi duńskiemu i stały się królewską duńską kolonią.
W czasie wojen napoleońskich wyspy były okupowane przez Brytyjczyków: najpierw od marca 1801 roku do 27 marca 1802 i drugi raz od grudnia 1807 roku do 20 listopada 1815, po czym powróciły pod panowanie Danii.
25 stycznia 1917 roku wyspy zostały sprzedane Stanom Zjednoczonym, które były nimi zainteresowane ze względów strategicznych. Transakcję poprzedziło referendum zorganizowane w Danii, w którym 64% głosujących wyraziło na to zgodę. Mieszkańcy wysp nie mogli w nim brać udziału, ale w nieoficjalnym głosowaniu niemal wszyscy poparli tę decyzję. Administracja duńska oficjalnie zakończyła się 31 marca 1917.